# Ян Беднарек
Ян Кацпер Беднарек (пол. Jan Kacper Bednarek, нар. 12 квітня 1996, Слупца) — польський футболіст, захисник клубу «Порту».
Виступав, зокрема, за «Лех», «Саутгемптон» а також національну збірну Польщі.

## Клубна кар'єра
Народився 12 квітня 1996 року в місті Слупца. Беднарек розпочав займатись футболом у клубі «Сокул» (Клечев), після чого у 2011 році за ініціативою тренера Тадеуша Яроса він перейшов у академію МСП Шамотули.. У 2012 році Беднарек потрапив в «Лех», де спочатку виступав у молодіжній Екстракласі.
Перед сезоном 2013/14 він був включений до першої команди, але за два роки так і не став основним гравцем, зігравши лише 4 матчах і у 2015 році виграв чемпіонат Польщі. Влітку того ж року для отримання ігрової практики Беднарек на правах оренди перейшов в «Гурник» (Ленчна). 29 серпня в матчі проти «Пяста» він дебютував за новий клуб.
По закінченні оренди Ян повернувся в «Лех». Сезон 2016/17 Ян розпочав знову як запасний гравець і вперше в новому сезоні зіграв у 5-му турі Екстракласи 12 серпня 2016 року проти «Краковії» (2:1). Він зіграв 90 хвилин, а також забив свій дебютний гол за «Лех», який виграв цю зустріч 2:1. З цього матчу і до кінця сезону він був основним захисником команди, яка посіла третє місце в чемпіонаті і вийшла у фінал Кубка Польщі.
1 липня 2017 року він підписав п'ятирічний контракт з англійським «Саутгемптоном», який заплатив за гравця біля 5 млн. фунтів. У новій команді не був основним гравцем і дебютував у Прем'єр-лізі лише 14 квітня 2018 року, забивши голу на 60-й хвилині в матчі проти «Челсі». Станом на 8 травня 2018 року відіграв за клуб з Саутгемптона 5 матчів в національному чемпіонаті.

## Виступи за збірні
2010 року дебютував у складі юнацької збірної Польщі, взяв участь у 31 іграх на юнацькому рівні.
Протягом 2015–2018 років залучався до складу молодіжної збірної Польщі. На молодіжному рівні зіграв у 14 офіційних матчах.
4 вересня 2017 року дебютував в офіційних матчах у складі національної збірної Польщі у матчі проти Казахстану (3:0), а наступного року поїхав з командою на чемпіонат світу 2018 року у Росії.

## Цікаві факти
- 2 лютого 2021 року в матчі «Манчестер Юнайтед» ― «Саутгемптон», який закінчився з рахунком 9:0[12], Ян став першим гравцем в історії англійського футболу, який в одному матчі заробив пенальті (86 хвилина), забив автогол (34 хвилина) і отримав червону картку.

## Особисте життя
Старший брат Яна Філіп Беднарек також професійний футболіст, воротар польського клубу «Лех» з Познані.
| Дата     | Місто   | Господарі | Результат | Гості     | Турнір            | Голи | Примітки |
| -------- | ------- | --------- | --------- | --------- | ----------------- | ---- | -------- |
| 4-9-2017 | Варшава | Польща    | 3 – 0     | Казахстан | Відбір до ЧС 2018 | -    | 89'      |
| Усього   |         | Матчів    | 1         |           | Голів             | 0    |          |

## Титули і досягнення
- Чемпіон Польщі (1):

«Лех»: 2014–15